# Gare de L'Aldea - Amposta - Tortosa
La gare de L'Aldea - Amposta - Tortosa est une gare ferroviaire espagnole des lignes de Valence-Nord à Sant Vicenç de Calders (600) et de Tortosa à L'Aldea - Amposta - Tortosa (620), située sur le territoire de la commune de L'Aldea, dans la comarque du Baix Ebre, dans la province de Tarragone, en Catalogne.
Elle est mise en service en 1865 par la Sociedad de los Ferrocarriles de Almansa a Valencia y Tarragona (AVT). C'est une gare d'Administrador de infraestructuras ferroviarias (ADIF), desservie par des trains Avant, Alvia, Intercity, Regional Exprés, Regional et de la ligne R16 de Renfe Operadora.

## Situation ferroviaire
Établie à 15,51 mètres d'altitude, la gare de L'Aldea - Amposta - Tortosa est située au point kilométrique (PK) 185,2 de la ligne de Valence-Nord à Sant Vicenç de Calders entre les gares d'Ulldecona - Alcanar - La Sénia et de Camarles - Deltebre
Elle est également l'origine, au PK 205,652, de la ligne de Tortosa à L'Aldea - Amposta - Tortosa, précédée par la gare de Campredó.

## Histoire
La gare d'origine a été inaugurée le 12 mars 1865 avec l'ouverture du tronçon entrer Amposta et Tarragone de la ligne devant relier Valence à Tarragone. Les travaux furent réalisés par la Sociedad de los Ferrocarriles de Almansa a Valencia y Tarragona, qui, sous d’autres noms auparavant, avait réussi à relier Valence à Almansa. En 1889, la mort de José Campo Pérez, principal promoteur de l’AVT, mena celle-ci à une fusion avec la compagnie Norte.
En 1941, après la nationalisation du réseau ferroviaire en Espagne, la gare passa sous la gestion de la toute nouvelle RENFE. En 1995, l’ouverture de la variante de l’Èbre entraîna la fermeture de la gare et l’ouverture d’un nouveau site un peu plus au nord.
Depuis le 31 décembre 2004, Renfe Operadora exploite la ligne, tandis qu’ADIF est propriétaire des installations ferroviaires.

## Fréquentation
En 2016, la fréquentation annuelle de la gare était de 243 000 voyageurs.

## Service des voyageurs

### Accueil
La gare dispose d'un bâtiment voyageurs avec guichets, ainsi que d'automates pour l'achat de titres de transport ; d'une salle d'attente. Une cafétéria y est également installé. Un parking est aménagé à l’extérieur.
Elle dispose de cinq voies au total : deux principales sans accès au quai, et trois secondaires accessibles depuis un quai latéral et un quai central. Ces deux quais sont partiellement couverts par des marquises originales similaires à celles de la gare d’Ulldecona - Alcanar - La Sénia. Un passage souterrain et des ascenseurs permettent d’y accéder. 

### Desserte
L'Aldea - Amposta - Tortosa est desservie par des trains Avant, Alvia, Intercity, Regional Exprés, Regional et de la ligne R16 :
Grande vitesse :
- Alvia : Barcelone-Sants - Cadix
- Intercity : Barcelone-Sants - Valence-Nord

Media Distancia :
- Avant : Barcelone-Sants - Tortosa
- Regional : Tortosa - Valence-Nord
- Regional Exprés : Tortosa - Valence-Nord

Ligne R16 : Barcelone-França - Tortosa / Ulldecona - Alcanar - La Sénia